# Alimentador Milagros de Jesús (Metropolitano)
El servicio AN-08 o alimentador Milagros de Jesús del Metropolitano conecta el terminal Naranjal con los distritos de Independencia y Comas.

## Características

### Horarios
| Servicio Alimentador | Servicio Alimentador | Lunes a viernes | Lunes a viernes | Sábado        | Sábado        | Domingo       | Domingo       |
| Servicio Alimentador | Servicio Alimentador | De ida          | De vuelta       | De ida        | De vuelta     | Domingo       | Domingo       |
| Servicio Alimentador | Servicio Alimentador | De ida          | De vuelta       | De ida        | De vuelta     | De ida        | De vuelta     |
| -------------------- | -------------------- | --------------- | --------------- | ------------- | ------------- | ------------- | ------------- |
| Regular              | Regular              | 09:00 - 17:00   | 09:00 - 17:00   | 05:45 - 00:00 | 05:45 - 23:30 | 05:00 - 23:00 | 05:00 - 22:30 |
| Regular              | Regular              | 21:00 - 00:00   | 21:00 - 23:30   | 05:45 - 00:00 | 05:45 - 23:30 | 05:00 - 23:00 | 05:00 - 22:30 |
| Expreso              | Mañana               | 05:45 - 09:00   | 05:00 - 09:00   | Sin Servicio  | Sin Servicio  | Sin Servicio  | Sin Servicio  |
| Expreso              | Noche                | 17:00 - 21:00   | 17:00 - 21:00   | Sin Servicio  | Sin Servicio  | Sin Servicio  | Sin Servicio  |

### Tarifa
| Usuarios    | Regular | Expreso |
| ----------- | ------- | ------- |
| General     | S/ 1.50 | S/ 1.00 |
| Estudiantes | S/ 0.75 | S/ 0.50 |
| CONADIS     | Gratis  | Gratis  |

## Recorrido
| Ida Milagros de Jesús | Estación Naranjal Embarque 8 - Av. Túpac Amaru - Av. Revolución - Calle Julio C. Tello - Av. Milagros de Jesús. |
| Vuelta Naranjal       | Av. Milagros de Jesús - Calle Julio C. Tello - Av. Revolución - Av. Túpac Amaru - Estación Naranjal Embarque 8. |

## Paraderos
Los paraderos varían según el horario y el servicio Alimentador que esté en operación. 
| N° | Paradero                       | Común con         |
| -- | ------------------------------ | ----------------- |
| 1  | Terminal Naranjal (embarque 8) |                   |
| 2  | La Cincuenta                   | AN-06             |
| 3  | Politécnico                    | AN-06 AN-07       |
| 4  | Cueto Fernandini               | AN-06 AN-07       |
| 5  | Colegio Israel                 | AN-07             |
| 6  | Santa Rosa                     |                   |
| 7  | Banco de la Nación             | AN-07             |
| 8  | Belaunde                       | AN-07             |
| 9  | Mercado Chacra Cerro           |                   |
| 10 | La Pascana                     | AN-19             |
| 11 | Cáceres (Jamaica)              | AN-19             |
| 12 | Miguel Grau                    | AN-19             |
| 13 | Francisco Bolognesi            |                   |
| 14 | Fe y Alegría                   | AN-04 AN-09 AN-19 |
| 15 | José Olaya                     |                   |
| 16 | Sánchez Cerro                  |                   |
| 17 | Huascarán                      |                   |
| 18 | Julio C. Tello                 |                   |
| 19 | Cañete                         |                   |
| 20 | Santa Rosa                     |                   |
| 21 | San Pedro                      |                   |

| N° | Paradero                       | Común con   |
| -- | ------------------------------ | ----------- |
| 1  | San Pedro                      |             |
| 2  | San Miguel                     |             |
| 3  | Santa Clara                    |             |
| 4  | Arnaldo Márquez                |             |
| 5  | Revolución                     |             |
| 6  | La Mar                         |             |
| 7  | Sánchez Cerro                  |             |
| 8  | Jorge Chávez                   |             |
| 9  | Fe y Alegría                   | AN-19       |
| 10 | Grifo Año Nuevo                |             |
| 11 | Miguel Grau (Velasco)          | AN-19       |
| 12 | Jamaica                        | AN-19       |
| 13 | La Pascana                     | AN-19       |
| 14 | Mercado Chacra Cerro           |             |
| 15 | Belaunde                       | AN-07       |
| 16 | Banco de la Nación             | AN-07       |
| 17 | Reniec                         |             |
| 18 | Puno                           | AN-07       |
| 19 | Mega 80                        | AN-06 AN-07 |
| 20 | Politécnico                    | AN-06 AN-07 |
| 21 | La Cincuenta                   | AN-06       |
| 22 | Terminal Naranjal (embarque 8) |             |

| N° | Paradero                       | Común con |
| -- | ------------------------------ | --------- |
| 1  | Terminal Naranjal (embarque 8) |           |
| 2  | La Cincuenta                   | AN-06     |
| 3  | Colegio Israel                 | AN-07     |
| 4  | Banco de la Nación             | AN-07     |
| 5  | Mercado Chacra Cerro           |           |
| 6  | La Pascana                     | AN-19     |
| 7  | Cáceres (Jamaica)              | AN-19     |
| 8  | Miguel Grau                    | AN-19     |
| 9  | Francisco Bolognesi            |           |
| 10 | José Olaya                     |           |
| 11 | Sánchez Cerro                  |           |
| 12 | Huascarán                      |           |
| 13 | Cañete                         |           |
| 14 | Santa Rosa                     |           |
| 15 | San Pedro                      |           |

| N° | Paradero                       | Común con         |
| -- | ------------------------------ | ----------------- |
| 1  | San Pedro                      |                   |
| 2  | San Miguel                     |                   |
| 3  | Santa Clara                    |                   |
| 4  | Arnaldo Márquez                |                   |
| 5  | Revolución                     |                   |
| 6  | La Mar                         |                   |
| 7  | Sánchez Cerro                  |                   |
| 8  | Jorge Chávez                   |                   |
| 9  | Fe y Alegría                   | AN-04 AN-09 AN-19 |
| 10 | Grifo Año Nuevo                |                   |
| 11 | Miguel Grau (Velasco)          | AN-19             |
| 12 | Jamaica                        | AN-19             |
| 13 | La Pascana                     | AN-19             |
| 14 | Mercado Chacra Cerro           |                   |
| 15 | Banco de la Nación             | AN-07             |
| 16 | Reniec                         |                   |
| 17 | Puno                           | AN-07             |
| 18 | Mega 80                        | AN-06 AN-07       |
| 19 | Politécnico                    | AN-06 AN-07       |
| 20 | La Cincuenta                   | AN-06             |
| 21 | Terminal Naranjal (embarque 8) |                   |

| N° | Paradero                       | Común con         |
| -- | ------------------------------ | ----------------- |
| 1  | Terminal Naranjal (embarque 8) |                   |
| 2  | La Cincuenta                   | AN-06             |
| 3  | Politécnico                    | AN-06 AN-07       |
| 4  | Cueto Fernandini               | AN-06 AN-07       |
| 5  | Colegio Israel                 | AN-07             |
| 6  | Santa Rosa                     |                   |
| 7  | Banco de la Nación             | AN-07             |
| 8  | Mercado Chacra Cerro           |                   |
| 9  | La Pascana                     | AN-19             |
| 10 | Cáceres (Jamaica)              | AN-19             |
| 11 | Miguel Grau                    | AN-19             |
| 12 | Francisco Bolognesi            |                   |
| 13 | Fe y Alegría                   | AN-04 AN-09 AN-19 |
| 14 | José Olaya                     |                   |
| 15 | Sánchez Cerro                  |                   |
| 16 | Huascarán                      |                   |
| 17 | Julio C. Tello                 |                   |
| 18 | Cañete                         |                   |
| 19 | Santa Rosa                     |                   |
| 20 | San Pedro                      |                   |

| N° | Paradero                       | Común con |
| -- | ------------------------------ | --------- |
| 1  | San Pedro                      |           |
| 2  | San Miguel                     |           |
| 3  | Santa Clara                    |           |
| 4  | Arnaldo Márquez                |           |
| 5  | La Mar                         |           |
| 6  | Sánchez Cerro                  |           |
| 7  | Jorge Chávez                   |           |
| 8  | Grifo Año Nuevo                |           |
| 9  | Miguel Grau (Velasco)          | AN-19     |
| 10 | Jamaica                        | AN-19     |
| 11 | La Pascana                     | AN-19     |
| 12 | Mercado Chacra Cerro           |           |
| 13 | Banco de la Nación             | AN-07     |
| 14 | Puno                           | AN-07     |
| 15 | La Cincuenta                   | AN-06     |
| 16 | Terminal Naranjal (embarque 8) |           |